# Hockey su prato ai Giochi della XVII Olimpiade
Il torneo di hockey su prato della XVII Olimpiade si tenne a Roma tra il 26 agosto e il 10 settembre 1960; solamente maschile, vide partecipare 16 squadre nazionali e fu vinto dal Pakistan che, nella finale disputata il 9 settembre 1960 sul prato del Velodromo Olimpico, batté l'India per 1-0.
La medaglia di bronzo fu della Spagna che sconfisse, nello stesso impianto, la Gran Bretagna nella finale per il 3º posto.
Il torneo fu organizzato sulla base di 4 gruppi di 4 squadre ciascuno: le prime due classificate accedettero ai quarti di finale, le terze disputarono il girone di qualificazione dal 9º al 12º posto e alle ultime classificate di ogni gruppo fu riservato un girone per la classificazione dal 13º al 16º posto.
Gli impianti in cui si tennero gli incontri furono lo Stadio dei Marmi al Foro Italico e il Velodromo Olimpico, all'EUR; tutte le fasi finali dai quarti in avanti si tennero in quest'ultimo impianto, e alcuni incontri di recupero furono disputati al complesso sportivo delle Tre Fontane.

## Prima fase

### Girone A
|           | Incontri girone 1           |      |
| --------- | --------------------------- | ---- |
| 27-8-1960 | India - Danimarca           | 10-0 |
| 27-8-1960 | Nuova Zelanda - Paesi Bassi | 1-1  |
| 30-8-1960 | India - Paesi Bassi         | 4-1  |
| 31-8-1960 | Nuova Zelanda - Danimarca   | 4-1  |
| 2-9-1960  | India - Nuova Zelanda       | 3-0  |
| 3-9-1960  | Paesi Bassi - Danimarca     | 4-2  |
| 4-9-1960  | Nuova Zelanda - Paesi Bassi | 2-1  |

#### Classifica
|  | Squadra       | G | V | N | P | GF | GS | G±  | PT |
|  | ------------- | - | - | - | - | -- | -- | --- | -- |
|  | India         | 3 | 3 | 0 | 0 | 17 | 1  | +16 | 6  |
|  | Nuova Zelanda | 3 | 1 | 1 | 1 | 5  | 5  | 0   | 3  |
|  | Paesi Bassi   | 3 | 1 | 1 | 1 | 6  | 7  | -1  | 3  |
|  | Danimarca     | 3 | 0 | 0 | 3 | 3  | 18 | -15 | 0  |

### Girone B
|           | Incontri girone 1    |      |
| --------- | -------------------- | ---- |
| 26-8-1960 | Pakistan - Australia | 3-0  |
| 26-8-1960 | Polonia - Giappone   | 2-1  |
| 29-8-1960 | Pakistan - Polonia   | 8-0  |
| 30-8-1960 | Australia - Giappone | 8-1  |
| 1-9-1960  | Pakistan - Giappone  | 10-0 |
| 1-9-1960  | Australia - Polonia  | 1-1  |
| 3-9-1960  | Australia - Polonia  | 2-0  |

#### Classifica
|  | Squadra   | G | V | N | P | GF | GS | G±  | PT |
|  | --------- | - | - | - | - | -- | -- | --- | -- |
|  | Pakistan  | 3 | 3 | 0 | 0 | 21 | 0  | +21 | 6  |
|  | Australia | 3 | 1 | 1 | 1 | 9  | 5  | +4  | 3  |
|  | Polonia   | 3 | 1 | 1 | 1 | 3  | 10 | -7  | 3  |
|  | Giappone  | 3 | 0 | 0 | 3 | 2  | 20 | -18 | 0  |

### Girone C
|           | Incontri girone 1  |     |
| --------- | ------------------ | --- |
| 29-8-1960 | Kenya - Germania   | 1-0 |
| 29-8-1960 | Francia - Italia   | 2-0 |
| 31-8-1960 | Germania - Francia | 5-0 |
| 1-9-1960  | Kenya - Italia     | 7-0 |
| 3-9-1960  | Germania - Italia  | 5-0 |
| 3-9-1960  | Kenya - Francia    | 0-0 |

#### Classifica
|  | Squadra                   | G | V | N | P | GF | GS | G±  | PT |
|  | ------------------------- | - | - | - | - | -- | -- | --- | -- |
|  | Kenya                     | 3 | 2 | 1 | 0 | 8  | 0  | +8  | 5  |
|  | Squadra Unificata Tedesca | 3 | 2 | 0 | 1 | 10 | 1  | +9  | 4  |
|  | Francia                   | 3 | 1 | 1 | 1 | 2  | 5  | -3  | 3  |
|  | Italia                    | 3 | 0 | 0 | 3 | 0  | 14 | -14 | 0  |

### Girone D
|           | Incontri girone 1        |     |
| --------- | ------------------------ | --- |
| 26-8-1960 | Spagna - Gran Bretagna   | 0-0 |
| 27-8-1960 | Belgio - Svizzera        | 4-2 |
| 30-8-1960 | Belgio - Gran Bretagna   | 1-1 |
| 31-8-1960 | Spagna - Svizzera        | 5-1 |
| 2-9-1960  | Gran Bretagna - Svizzera | 3-0 |
| 2-9-1960  | Spagna - Belgio          | 3-1 |

#### Classifica
|  | Squadra       | G | V | N | P | GF | GS | G± | PT |
|  | ------------- | - | - | - | - | -- | -- | -- | -- |
|  | Spagna        | 3 | 2 | 1 | 0 | 8  | 2  | +6 | 5  |
|  | Gran Bretagna | 3 | 1 | 2 | 0 | 4  | 1  | +3 | 4  |
|  | Belgio        | 3 | 1 | 1 | 1 | 6  | 6  | 0  | 3  |
|  | Svizzera      | 3 | 0 | 0 | 3 | 3  | 12 | -9 | 0  |

## Girone di classificazione 13º-16º posto

### Risultati
| Roma 6 settembre 1960, ore 16:30 | Italia                 | 1 – 1 | Svizzera | Campo Tre Fontane\| Arbitri: \| F. Franck T. Matsunawa \| |
| Arbitri:                         | F. Franck T. Matsunawa |       |          |                                                           |

| Roma 8 settembre 1960, ore 9 | Giappone                | 5 – 1 | Svizzera | Campo Tre Fontane\| Arbitri: \| H. Asselman B. N. Ghosh \| |
| Arbitri:                     | H. Asselman B. N. Ghosh |       |          |                                                            |

| Roma 10 settembre 1960, ore 15 | Italia                     | 2 – 1 | Giappone | Velodromo Olimpico\| Arbitri: \| G. Singh H. Singh (India). \| |
| Arbitri:                       | G. Singh H. Singh (India). |       |          |                                                                |

#### Classifica
|     | Squadra   | G | V | N | P | GF | GS | G± | PT |
| --- | --------- | - | - | - | - | -- | -- | -- | -- |
| 13. | Italia    | 2 | 1 | 1 | 0 | 3  | 2  | +1 | 3  |
| 14. | Giappone  | 2 | 1 | 0 | 1 | 6  | 3  | +3 | 2  |
| 15. | Svizzera  | 2 | 0 | 1 | 1 | 2  | 6  | -4 | 1  |
| 16. | Danimarca | - | - | - | - | -  | -  | -  | -  |

## Girone di classificazione 9º-12º posto

### Risultati
| Roma 6 settembre 1960, ore 15 | Francia                  | 1 – 0 | Belgio | Campo Tre Fontane\| Arbitri: \| B. W. Burgess H. Harasta \| |
| Arbitri:                      | B. W. Burgess H. Harasta |       |        |                                                             |

| Roma 8 settembre 1960, ore 10:30 | Paesi Bassi                      | 2 – 0 | Francia | Campo Tre Fontane\| Arbitri: \| H. Lichtenfeld W. F. M. Whitelaw \| |
| Arbitri:                         | H. Lichtenfeld W. F. M. Whitelaw |       |         |                                                                     |

| Roma 10 settembre 1960, ore 10 | Paesi Bassi                     | 2 – 1 | Belgio | Velodromo Olimpico\| Arbitri: \| B. W. Burgess S. M. Mac Ildowie \| |
| Arbitri:                       | B. W. Burgess S. M. Mac Ildowie |       |        |                                                                     |

#### Classifica
|     | Squadra     | G | V | N | P | GF | GS | G± | PT |
| --- | ----------- | - | - | - | - | -- | -- | -- | -- |
| 9.  | Paesi Bassi | 2 | 2 | 0 | 0 | 4  | 1  | +3 | 4  |
| 10. | Francia     | 2 | 1 | 0 | 1 | 1  | 2  | -1 | 2  |
| 11. | Belgio      | 2 | 0 | 0 | 2 | 1  | 3  | -2 | 0  |
| 12. | Polonia     | - | - | - | - | -  | -  | -  | -  |

## Quarti di finale
| Roma 5 settembre 1960, ore 9 | India                               | 1 – 0 | Australia | Velodromo Olimpico\| Arbitri: \| W. F. M. Whitelaw S. M. Mac Ildowie \| |
| Arbitri:                     | W. F. M. Whitelaw S. M. Mac Ildowie |       |           |                                                                         |

| Roma 5 settembre 1960, ore 10:30 | Gran Bretagna        | 2 – 1 | Kenya | Velodromo Olimpico\| Arbitri: \| G. Singh B. N. Ghosh \| |
| Arbitri:                         | G. Singh B. N. Ghosh |       |       |                                                          |

| Roma 5 settembre 1960, ore 14:30 | Pakistan                      | 2 – 1 | Squadra Unificata Tedesca | Velodromo Olimpico\| Arbitri: \| H. Asselman G. de Bourguignon \| |
| Arbitri:                         | H. Asselman G. de Bourguignon |       |                           |                                                                   |

| Roma 5 settembre 1960, ore 16 | Spagna                                            | 1 – 0 | Nuova Zelanda | Velodromo Olimpico\| Arbitri: \| L. A. Elgershuizen J. P. A. v. Ballgoijen de Jong \| |
| Arbitri:                      | L. A. Elgershuizen J. P. A. v. Ballgoijen de Jong |       |               |                                                                                       |

## Incontri 5º-8º posto

### Semifinali
| Roma 8 settembre 1960, ore 15 | Nuova Zelanda                           | 1 – 0 | Squadra Unificata Tedesca | Campo Tre Fontane\| Arbitri: \| J. P. A. v. Ballgoijen de Jong G. Singh \| |
| Arbitri:                      | J. P. A. v. Ballgoijen de Jong G. Singh |       |                           |                                                                            |

| Roma 10 settembre 1960, ore 16:30 | Australia                                         | 2 – 1 | Kenya | Campo Tre Fontane\| Arbitri: \| L. A. Elgershuizen J. P. A. v. Ballgoijen de Jong \| |
| Arbitri:                          | L. A. Elgershuizen J. P. A. v. Ballgoijen de Jong |       |       |                                                                                      |

### Finale per il 7º posto
La finale non fu disputata per imprevisti impedimenti che impedirono alla Squadra Unificata Tedesca di scendere in campo contro il Kenya; entrambe le Nazionali furono classificate al 7º posto.

### Finale per il 5º posto
| Roma 11 settembre 1960, ore 9 | Nuova Zelanda                                | 1 – 0 | Australia | Campo Tre Fontane\| Arbitri: \| B. W. Burgess J. P. A. v. Ballgoijen de Jong \| |
| Arbitri:                      | B. W. Burgess J. P. A. v. Ballgoijen de Jong |       |           |                                                                                 |

## Incontri 1º-4º posto

### Semifinali
| Roma 7 settembre 1960, ore 10 | Pakistan                 | 1 – 0 | Spagna | Velodromo Olimpico\| Arbitri: \| J. Mac Dowell A. Massart \| |
| Arbitri:                      | J. Mac Dowell A. Massart |       |        |                                                              |

| Roma 7 settembre 1960, ore 15:30 | India                          | 1 – 0 | Gran Bretagna | Velodromo Olimpico\| Arbitri: \| L. A. Elgershuizen W. Schinner \| |
| Arbitri:                         | L. A. Elgershuizen W. Schinner |       |               |                                                                    |

### Finale per il 3º posto
| Roma 9 settembre 1960, ore 10 | Spagna                      | 2 – 1 | Gran Bretagna | Velodromo Olimpico\| Arbitri: \| L. A. Elgershuizen G. Singh \| |
| Arbitri:                      | L. A. Elgershuizen G. Singh |       |               |                                                                 |

### Finale per il 1º posto
| Roma 9 settembre 1960, ore 15:30 | Pakistan                 | 1 – 0 | India | Velodromo Olimpico\| Arbitri: \| J. Mac Dowell A. Massart \| |
| Arbitri:                         | J. Mac Dowell A. Massart |       |       |                                                              |

## Podio
| Evento                   | Oro | Argento | Bronzo |
| Hockey su prato maschile | Pakistan Manzoor Hussain Atif Ghulam Rasool Anwar Ahmed Khan Noor Alam Abdul Hamid Habib Ali Kiddie Ahmed Naseer Bunda Motiullah Abdul Rashid Bashir Ahmed Abdul Waheed Khan Mushtaq Ahmed Khurshid Aslam | India Shankar Laxman Prithipal Singh Jaman Lal Sharma Leslie Claudius Charanjit Singh Govind Sawant Gindi Singh V. J. Peter Jaswant Singh Udham Singh Raghbir Singh Bhola Joseph Anthony Antic Mohinder Lal | Spagna Pedro Amat Francisco Caballer Juan Ángel Calzado José Colomer Carlos del Coso José Antonio Dinarés Eduardo Dualde Joaquín Dualde Rafael Egusquiza Ignacio Macaya Pedro Murúa Pedro Roig Luis María Usoz Narciso Ventalló |

## Classifica generale

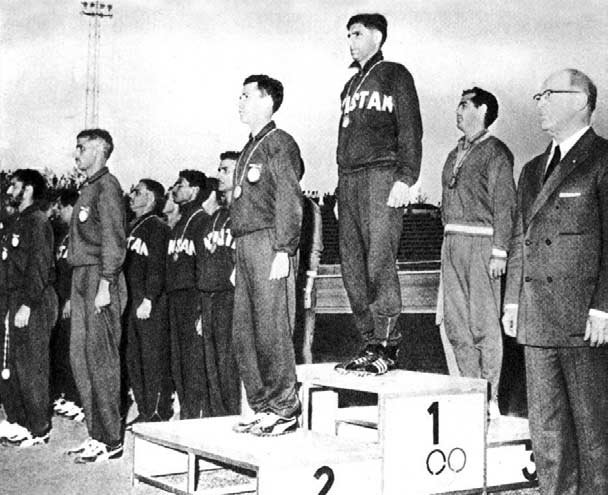
La cerimonia di premiazione del torneo olimpico di hockey su prato del 1960

| Paese | Paese                     |
| ----- | ------------------------- |
| 1.    | Pakistan                  |
| 2.    | India                     |
| 3.    | Spagna                    |
| 4.    | Gran Bretagna             |
| 5.    | Nuova Zelanda             |
| 6.    | Australia                 |
| 7.    | Squadra Unificata Tedesca |
| 7.    | Kenya                     |
| 9.    | Paesi Bassi               |
| 10.   | Francia                   |
| 11.   | Belgio                    |
| 12.   | Polonia                   |
| 13.   | Italia                    |
| 14.   | Giappone                  |
| 15.   | Svizzera                  |
| 16.   | Danimarca                 |